# Megawati Sukarnoputri
Diah Permata Megawati Setiawati Sukarnoputri (fil), också känd som Megawati, född 23 januari 1947 i Yogyakarta, Indonesien, är en indonesisk politiker och ledare av oppositionspartiet PDI-P. Hon var Indonesiens president mellan 2001 och 2004 och var landets första kvinnliga president. Hon är också den första indonesiska ledaren som föddes efter självständigheten. Megawati är dotter till Indonesiens första president Sukarno.
Efter tjänstgjort som vicepresident under Abdurrahman Wahid blev Megawati president efter Wahid när han avgick 2001. Hon ställde upp för omval 2004 men besegrades av Susilo Bambang Yudhoyono i andra rundan.
År 2004 rankades hon som nummer åtta av Forbes Magazine på deras lista över världens 100 mäktigaste kvinnor. Från och med 2008 är hon inte längre med på listan.

## Fotnoter
1. ↑  I traditionell indonesisk stavning skulle hennes namn skrivas Dyah Permata Megawati Setyawati Soekarnoputri.